# 公立学校共済組合九州中央病院
公立学校共済組合九州中央病院（こうりつがっこうきょうさいくみあいきゅうしゅうちゅうおうびょういん）は、福岡県福岡市南区塩原に所在する病院である。設置者は公立学校共済組合。
2次救急指定病院、臨床研修指定病院であり、地域医療支援病院、地域がん診療連携拠点病院にも指定されている。
施設は入院棟、外来診療棟、腎センター・健康管理センター棟から成り、一般病棟のほか、ICU（集中治療室）、HCU（ハイケアユニット）、緩和ケア病棟を備える。
2025年（令和7年）3月31日付で前病院長　前原喜彦（前九州大学大学院消化器・総合外科教授）が退任し、2025年（令和7年）4月1日付で現病院長　北園孝成（前九州大学大学院病態機能内科学教授）が就任した。

## 診療科
- 内科
- 糖尿病・内分泌内科
- 循環器内科
- 消化器内科
- 呼吸器内科
- 肝臓内科
- 膵臓内科
- 脳神経内科
- 腎臓内科
- 心療内科
- 精神科
- リウマチ科
- 外科
- 消化器外科
- 乳腺外科
- 呼吸器外科
- 血管外科
- 肝臓・胆のう・膵臓外科
- 整形外科
- 形成外科
- 脳神経外科
- 皮膚科
- 泌尿器科
- 婦人科
- 眼科
- 耳鼻咽喉科
- リハビリテーション科
- 放射線科
- 病理診断科
- 麻酔科
- 歯科口腔外科

## 関連施設
- 公立学校共済組合東北中央病院
- 公立学校共済組合関東中央病院
- 公立学校共済組合東海中央病院
- 公立学校共済組合北陸中央病院
- 公立学校共済組合近畿中央病院
- 公立学校共済組合中国中央病院
- 公立学校共済組合四国中央病院

## テレビ番組
- 第18回FNSドキュメンタリー大賞 最期の医療　～主治医とガン患者の記録～（2009年6月12日、フジテレビ）[6]。- 外科医に密着取材したドキュメンタリー。
- 日経スペシャル ガイアの夜明け あなたの体がよみがえる ～最先端・再生医療の可能性～（2009年7月7日、テレビ東京）[7]。- 乳房の再生医療を取材。